# Полет 173 на „Юнайтед Еърлайнс“
Полет 173 на „Юнайтед Еърлайнс“ е редовен вътрешен пътнически полет от международното летище „Джон Ф. Кенеди“, Ню Йорк, Ню Йорк, до международното летище „Портланд“, Портланд, Орегон, с планирано спиране на международното летище Стейпълтън, Денвър, Колорадо, Съединените американски щати, управляван от „Юнайтед Еърлайнс“. На 28 декември 1978 г. самолетът „Дъглас DC-8-61“, който изпълнява полета, се разбива в крайградски квартал на Портланд близо до 157-о авеню и улица „Източен Бърнсайд“, като по този начин убива 10 души на борда, от които 8 пътници, бордният инженер и една стюардеса.
Този инцидент е пример за проблем, който се повтаря – срив в управлението на пилотската кабина и екипната работа по време на ситуация, която включва неизправности на системите на самолета по време на полет. Съветът по безопасност заключава, че екипажът на полета не успява да прецени правилно количеството гориво спрямо скоростта към времето и разстоянието от летището, тъй като вниманието му е насочено почти изцяло към диагностициране на проблем с предния колесник и подготовка за възможно аварийно кацане. Това довежда до изчерпване на горивото за всички двигатели и разбиване на машината в земята.
Националният съвет по безопасност на транспорта издава препоръка, насочена към проблемите с управлението на ресурсите в пилотската кабина и начина, по който са обучени членовете на екипажа на авиокомпанията. Проведена е и конференция от НАСА за прочуване на предимствата на това обучение. Тази програма се използва в целия свят и някои наричат инцидента с полет 173 един от най-важните в историята на авиацията. Като отговорен за инцидента капитан Макбрум губи лиценза си за пилот, малко след това се пенсионира и прекарва оставащите си години в борба със здравословни проблеми, свързани и с наранявания, получени при катастрофата. Според негови близки и пътници от катастрофата той е „счупен човек“, измъчван от вина за ролята си в инцидента.